# Sataspes javanica
Sataspes javanica là một loài bướm đêm thuộc họ Sphingidae. Nó được tìm thấy ở Malaysia, Java và Borneo.